# Лесик Іванна Степанівна
Іванна Степанівна Лесик (9 січня 1983, м. Броди Львівської обл.) — бандуристка, виконавець.

## Життєпис
У 1998 закінчила Бродівську школу естетичного виховання(клас викладача Г. З. Бондарчук-Гаврилюк), у 2002 — з відзнакою Рівненське музучилище (клас викладача Г. М. Топоровської), закінчила вокальний факультет Львівської музичної академії ім. М. В. Лисенка.

## Творчі здобутки
Дипломант VIII Міжнародного конкурсу української пісні «Золоті трембіти» (Трускавець, 1998), лауреат (ІІ премія) Всеукраїнського фестивалю конкурсу «Світло від Світла» (Самбір, 1998), лауреат (І премія) І Всеукраїнського фестивалю бандуристів ім. К.Місевича 2000), учасниця концерту до 15-річчя Чорнобильської катастрофи (Львівський оперний театр, 2001, лауреат (І премія) Всеукраїнського конкурсу виконавців на народних інструментах «Провесінь» (Кіровоград, 2002), учасник заключного концерту ІІ Всеукраїнського фестивалю народної творчості Львівщини (Львівська обласна філармонія, 2002), учасниця концерту присвяченого 95-річчю Г. Китастого (Рівне, 2002).
У 2002 на Рівненській студії звукозапису А. Вавринчука записано компакт-диск «Співають Галина Топоровська та Іванна Лесик», а Рівненська телерадіомовна компанія записала однойменний музичний фільм. Виступала з сольними концертами у Рівненському музучилищі (1998, 2002), Бродівській школі естетичного виховання (2002).